# Agios Ioannis, Elida
Agios Ioannis  este un oraș în Grecia în prefectura Elida.